# Transafricaine 3
Transafricaine 3 (TAH 3) est une route reliant la ville du Tripoli en Libye au Cap en Afrique du Sud. La route traverse le territoire de neuf États africains et a une longueur totale de 10 808 km. La route a encore de très longs liens manquants, nécessitant la construction ou la reconstruction de nombreuses routes, ponts et tunnels. La Commission économique pour l'Afrique, la Banque africaine de développement et l'Union africaine participent à la conception, à la construction et à l'entretien de cette autoroute.
Il s'agit de la deuxième route transversale entre l'Afrique du Nord et l'Afrique du Sud, pratiquement parallèle à la route plus aménagée Le Caire-Le Cap, qui traverse l'Afrique de l'est. L'Afrique du Sud n'était initialement pas incluse dans l'itinéraire en raison du régime raciste de l'apartheid. C'est pourquoi la route est encore parfois appelée l'autoroute Tripoli-Windhoek.

## Itinéraire
L'itinéraire traverse :
1. la Libye,
2. le Tchad,
3. le Cameroun,
4. la République centrafricaine (RCA),
5. la République du Congo (RC),
6. la République démocratique du Congo (RDC),
7. l'Angola,
8. la Namibie et
9. l'Afrique du Sud.

En Libye, le Cameroun, l'Angola, la Namibie et l'Afrique du Sud la route utilise des routes nationales revêtues d'asphalte.

### Section nord
Au Nord, l'autoroute Tripoli–Le Cap est encore peu utilisée. Une autre route transafricaine, presque parallèle à celle-ci, s'est avérée plus demandée :  route transsaharienne, qui s'étend également du nord au sud, mais à mille kilomètres à l'ouest. Sur une distance de plus de 2 000 km entre le sud de la Libye et les environs de N'Djamena, il n'y a actuellement que des pistes sablonneuses. En outre, le fonctionnement de la route est entravé par le conflit tchado-libyen. Par conséquent, les automobilistes contournent parfois le secteur dangereux depuis l'ouest - en passant par les pays voisins de l'Algérie et du Niger, bien que ce dernier soit secoué par la rébellion touarègue de 1990-1996 et un coup d'État de 2023 au Niger avec fermeture des frontières. La Libye elle-même a également connu une guerre civile. À travers le Niger, la Libye est intéressée par le trafic routier avec le Nigeria bondé et pour accéder à l'océan Atlantique.

### Section centrale
La partie centrale de l’autoroute Tripoli-Le Cap entre le Cameroun et le nord de l’Angola est la plus nécessaire car elle fournirait une liaison bitumée fiable entre les régions de l’Afrique de l’ouest et de l’Afrique australe, ce qui stimulerait grandement le commerce actuellement effectué par transport maritime et aviation. Cependant, le chaînon manquant de l'itinéraire prévu à travers les territoires de la République centrafricaine et de la République du Congo passera par les infranchissable forêts décidues humides tropicales et subtropicales et les marais du bassin du Congo. La piste peut avoir des effets néfastes sur les forêts relativement intactes dans un certain nombre de réserves naturelles.
Un autre itinéraire a été proposé (en rose sur la carte), qui faciliterait davantage les transports entre  Afrique de l'ouest et Afrique australe et aurait probablement moins d'impact sur l environnement. Depuis la ville de Garoua-Boulaï (à la frontière entre le Cameroun et la RCA), la voie passe à l'ouest — plus près de la côte Atlantique — par la capitale camerounaise Yaoundé sur la route nationale 1 (Cameroun), puis par la route nationale 2 (Cameroun), par la route nationale 2 (Gabon), par la route nationale 1 (Gabon) via Lambarene et Dolisie (Lubomo en République du Congo), et vers Brazzaville. La principale partie nord de cette route a déjà été construite jusqu'à Ndendé, près de la frontière avec le R. Congo. Les travaux de pose des autres routes sont en cours. À l'issue de la construction, la circulation automobile venant du sud se ramifiera à Yaoundé dans plusieurs directions :
- vers l'Afrique de l'ouest
- vers le nord du continent
- vers la partie est de l'Afrique

L’option routière alternative présente les avantages suivants :
1. il est plus court pour le trafic entre le sud et l'ouest,
2. le trafic international y transite déjà,
3. il traverse des zones côtières plus peuplées et économiquement actives,
4. il ajoute le Gabon (et, à travers une branche, sa capitale Libreville) au réseau global,
5. il passe tout près de la Guinée équatoriale (Rio Muni) et des ports atlantiques de Douala et Pointe Noire,
6. les routes en gravier ou les clairières dans la forêt désignées comme routes nationales seront prioritaires lors de l'asphaltage.

Depuis Loubomo, la carte montre la route vers l'est jusqu'à Brazzaville, où un ferry transporte des voitures travers le fleuve Congo à Kinshasa. Le pont routier est situé à Matadi, et le pont est accessible via les villes maritimes de Pointe-Noire (république du Congo) et Cabinda (semi-exclave de l'Angola).

### Section sud
La partie sud de la route transafricaine 3, de la République Démocratique du Congo au Cap, est une route régionale importante pour la Communauté de développement d'Afrique australe.
En République Démocratique du Congo, l'itinéraire se dirige vers le sud le long des routes nationales 1 et 16. Il se poursuit en Angola par la route EN140. Dans la zone de la frontière, la route a besoin d'être asphaltée, mais ensuite jusqu'au Cap, elle est entièrement asphaltée et en assez bon état. Dans la ville de Lukala, l'itinéraire tourne à droite (ouest) jusqu'à Ndalantando, d'où il suit l'autoroute EN120 jusqu'aux frontières de la Namibie, où il est désigné Nationalstrasse B1. Enfin l'autoroute se termine au Cap sous le nom de  route nationale 7 (Afrique du Sud).